# Open Knowledge Foundation Deutschland
Die Open Knowledge Foundation Deutschland e. V. (OKFDE) ist eine gemeinnützige Organisation mit Sitz in Berlin, die 2011 gegründet wurde. Sie ist ein Zweig der internationalen Open Knowledge Foundation. Sie setzt sich mit mehreren Projekten, unter anderem in den Bereichen Informationsfreiheit, Offenes Regierungshandeln, Open Data, Civic and Public Interest –Tech sowie Bildung für die Verbreitung und Nutzung von „offenem Wissen“ ein. Weitere Ziele sind das Aufzeigen der demokratischen Potenziale und die Stärkung des ethischen Umgangs mit Technologie, das Fördern digitaler Mündigkeit sowie Communitybuilding in der aktiven Zivilgesellschaft zur Stärkung des (digitalen) Ehrenamts.

## Beschreibung
Der 2011 gegründete Open Knowledge Deutschland e. V. ist Teil des internationalen Open Knowledge Netzwerkes aus insgesamt 24 Ländern. Die Vereinsarbeit ist unabhängig, überparteilich, interdisziplinär und nicht kommerziell. Mit den Vereinszwecken der Förderung von Wissenschaft und Forschung sowie der Volks- und Berufsbildung ist OKFDE als gemeinnützig anerkannt. Das Mission Statement wurde in der Gründungsversammlung vom 19. Februar 2011 in Berlin beschlossen und zuletzt 2017 angepasst.

## Themen
Der Verein ist in zahlreichen gesellschaftlichen Bereichen präsent und gilt als eine der führenden Organisationen für innovative Projekte in den Themen Rechtsstaatlichkeit, Transparenz und Rechenschaft, Zugang zu Wissen und Teilhabe, digitale Kompetenz und öffentliche Kontrolle in Deutschland und Europa.

## Projekte
Die Open Knowledge Foundation Deutschland betreibt nach eigenen Angaben aktuell 26 Projekte in den Bereichen (Digitaler) Bildung, Civic Tech, Community, Offenes Regierungshandeln und Open Data. Außerdem gibt es 24 bereits abgeschlossene Projekte.

### OffeneGesetze.de
Da der 2006 privatisierte Bundesanzeiger Verlag ein Urheberrecht auf seine Datenbank veröffentlichter Bundesgesetzblätter beansprucht und auf dieser Grundlage die Weiterverwendung der Inhalte und alle erweiterten Recherchemöglichkeiten nur kostenpflichtig anbietet, wird seit 2018 von der Open Knowledge Foundation Deutschland eine für die Öffentlichkeit kostenfreie Alternative zur Verfügung gestellt. Diese bietet eine Volltextsuche, Textrecherche in älteren Ausgaben, das Drucken von Dokumenten, den Gesamt-Download, die freie Weiterverwendung, stabile Links und eine offene Programmier-Schnittstelle. Seit dem 1. Januar 2023 werden Gesetze der Bundesrepublik Deutschland auf der Verkündungsplattform des Bundes und nicht mehr auf OffeneGesetze.de veröffentlicht, die Website ist jedoch weiterhin verfügbar.
Eine Fortsetzung des Projekts stellt seit Juni 2023 die FragDenStaat-Bibliothek dar, die weitere Amtsblätter und amtliche Dokumente erstmals frei zur Verfügung stellt. Sie umfasst z. B. das Bundessteuerblatt, das Verkehrsblatt, das Gemeinsame Ministerialblatt und die Nachrichten für Luftfahrer.

### Jugend hackt
Bei Jugend hackt handelt es sich um ein Förderprogramm für Jugendliche hinsichtlich von Programmierfähigkeiten und deren gesellschaftlicher Nutzung. Wesentlicher Kern des Programms sind die seit 2013 stattfindenden Hackathons. Neben dem Berliner Hauptevent fanden 2019 Events in acht weiteren deutschen Städten sowie eins in der Schweiz statt. In Kooperation mit dem Goethe-Institut wurden 2019 außerdem Veranstaltungen in Tokio und Busan durchgeführt.

Logo von FragDenStaat

### FragDenStaat
FragDenStaat ist ein Portal, das Bürger beim Stellen von Anfragen nach dem Informationsfreiheitsgesetz an Landes- und Bundesbehörden unterstützt und diese Anfragen direkt öffentlich dokumentiert. Außerdem setzt sich das Projekt auch allgemein für die Stärkung der Informationsrechte von Bürgern in Deutschland ein. So entstand daraus in Berlin in Zusammenarbeit mit Mehr Demokratie Landesverband Berlin/Brandenburg e. V. auch der Volksentscheid Transparenz, der mithilfe eines Volksentscheides ein Transparenzgesetz in Berlin einführen möchte.

### Transparenzranking Deutschland
Ebenfalls auf dem Gebiet der Informationsfreiheit und in Zusammenarbeit mit dem gemeinnützigen Mehr Demokratie e. V. veröffentlichte die OKFDE 2017 ein Transparenzranking. Darin wird der Stand der Informationsfreiheit in Deutschland sowohl auf Bundes-, als auch auf Landesebene anhand ihrer Informationsfreiheitsgesetze bewertet. Kriterien sind unter anderem die darin verankerten Informationsrechte und Auskunftspflichten sowie deren Ausnahmen, die Gestaltung der Antragstellung und welche Gebühren verlangt werden können. Aus der Bewertung wird eine Rangfolge erstellt und das Ergebnis als Informationsbroschüre und auf einer Projektwebseite veröffentlicht.
Die Rangliste wurde zuletzt 2021 aktualisiert. Spitzenreiter ist Hamburg, Schlusslichter sind mit Bayern, Niedersachsen und Sachsen die Bundesländer ohne Informationsfreiheitsgesetz.

Logo von Code for Germany

### Code for Germany
Das 2014 gestartete Projekt Code for Germany ist ein Dach für lokale Ortsgruppen in vielen deutschen Städten, sogenannte OK Labs (Open Knowledge Labs), in denen unterschiedlichste Projekte im Zusammenhang mit freiem Wissen und oft mit lokaler Ausrichtung umgesetzt oder gefördert werden. Neben dem Begriff OK Lab treten viele Gruppe auch unter dem Namen „Code for X“ auf, gefolgt von dem jeweiligen Name der Stadt. Code for Germany ist außerdem Teil des weltweiten Code for All Netzwerkes.
Das Projekt soll dazu anregen, öffentliche Daten auf einfache und übersichtliche Weise Dritten zugänglich zu machen. In anfangs 14 OK Labs sollen ehrenamtliche Programmierer, Designer, Journalisten und interessierte Laien aus offenen Daten praktische Anwendungen entwickeln, auch im Austausch mit Politikern oder Verwaltungsmitarbeitern. Inzwischen gibt es laut eigenen Angaben OK Labs in 26 Städten.
2020 gehörte Code for Germany gemeinsam mit dem Prototype Fund zu den Co-Initiatoren des weltgrößten Hackathons WirVsVirus der Bundesregierung für Projekte gegen die Auswirkungen der COVID-19-Pandemie.

### Datenschule

Logo des Prototype Fund

Die Datenschule ist ein Bildungsprojekt, das sich dem Ziel verschrieben hat, gemeinnützige Organisationen in der Arbeit mit Daten und Technologien zu schulen und mit ihnen gemeinsam datengestützte Projekte umzusetzen. So entstand 2017 gemeinsam mit BildungsCent e. V. die Plattform jedeschule.de, welche eine Sammlung von bundesweiten Schuldaten darstellt. In diesem Zeitraum wurde das Projekt im Rahmen der Google Impact Challenge als Leuchtturm-Projekt gefördert. Seit 2019 setzt die Datenschule gemeinsam mit FragDenStaat.de die Umweltdatenschule um.

### Prototype Fund
Der Prototype Fund ist ein Funding-Projekt für Public-Interest-Technologien, das selbstständige Software-Entwickler und kleine Teams bei der Entwicklung und Umsetzung von Open-Source-Ideen unterstützt. Sein Ziel ist, Beiträge zu Digital-Sozialer Innovation zu leisten und das Ökosystem für Experimente mit gemeinnütziger Software (auch ohne Gewinnorientierung) zu stärken – in den Bereichen Datensicherheit und Software-Infrastruktur.
Der Prototype Fund wird vom Bundesministerium für Forschung, Technologie und Raumfahrt (BMFTR, ehemals Bundesministerium für Bildung und Forschung, BMBF) gefördert und sollte zunächst von 2016 bis 2020 über 8 Ausschreibungsrunden laufen. Am 1. April 2020 gab das Projekt bekannt, dass vom BMBF weitere 8 Runden finanziert werden. Ende Mai 2020 wurde zusätzlich eine Sonderförderung in Höhe von 1,5 Millionen Euro für 34 Projekte des WirVsVirus-Hackathons der Bundesregierung bekannt gegeben. Im Jahr 2024 gab das Projekt bekannt, die Förderung bis 2029 fortzusetzen, allerdings mit einigen Umstrukturierungen. Die Förderschwerpunkte Data Literacy und Civic Tech fallen weg, die Förderung wird auf bis zu 158.000 € für Entwicklungsteams aufgestockt und um eine viermonatige sog. Second Stage erweitert. In bisher 16 Förderrunden, der zusätzlichen WirVsVirus-Förderung und dem ersten Jahrgang wurden so insgesamt 408 Projekte (Stand: Juli 2025) gefördert.
| Runde       | Schwerpunktthema                                       | Finalisten |
| ----------- | ------------------------------------------------------ | ---------- |
| 1           | (kein Schwerpunktthema)                                |            |
| 2           | Tools für eine starke Zivilgesellschaft                |            |
| 3           | Diversity – Open Source für alle!                      |            |
| 4           | Power to the User!                                     |            |
| 5           | Maschinen lernen lassen – Technologien für die Zukunft |            |
| 6           | Commit – System erneuern                               |            |
| 7           | Engineering Trust – Vertrauen bauen                    |            |
| 8           | (kein Schwerpunktthema)                                |            |
| Sonderrunde | Hackathon WirVsVirus                                   |            |
| 9           | (kein Schwerpunktthema)                                |            |
| 10          | (IT-Sicherheit hervorgehoben, kein Motto)              |            |
| 11          | (kein Schwerpunktthema)                                |            |
| 12          | (kein Schwerpunktthema)                                |            |
| 13          | (kein Schwerpunktthema)                                |            |
| 14          | (kein Schwerpunktthema)                                |            |
| 15          | (kein Schwerpunktthema)                                | [16]       |
| 16          | (kein Schwerpunktthema)                                | [17]       |

Im Frühjahr 2022 begann die erste Ausschreibung des Prototype Fund Hardware zur Förderung von Open-Source-Hardware.

### Turing-Bus
Der Turing-Bus ist ein vom Bundesministerium für Bildung und Forschung gefördertes Projekt das zum Ziel hat, es für Jugendliche und junge Erwachsene im ländlichen Raum zu ermöglichen, sich mit der Rolle von Digitalisierung und Technologie auseinanderzusetzen. Hierfür bringt der Bus Experten aus FabLabs, Hackerspaces und anderen digitalen Bereichen in die Regionen, um einen Austausch zu ermöglichen.

## Kontroversen
2018 startete die Open Knowledge Foundation das Projekt Openschufa. Ziel war es, Informationen über den Algorithmus zu sammeln, mit dem die Schufa ihre Kreditbewertungen durchführt. Hierfür wurde eine Crowdsourcing-Plattform erstellt, auf der Bürger ihren Schufascore hochladen und einige Fragen zu ihrer Lebenssituation beantworten konnten. Mit diesen Daten sollten dann Rückschlüsse auf den Algorithmus gezogen werden. Noch am Tag der Ankündigung veröffentlichte die Schufa eine Pressemitteilung, die die Kampagne als „irreführend und gegen Sicherheit und Datenschutz in Deutschland“ gerichtet bezeichnete.
In Kooperation mit dem Verein Foodwatch startete FragDenStaat 2019 die Kampagne Topf Secret, die es einfacher machen sollte, Informationen zu Hygienekontrollberichten nach dem Verbraucherinformationsgesetz anzufragen. Diese Kontrollberichte werden in Deutschland nicht veröffentlicht, es ist aber möglich, eine Anfrage zu stellen, ob bei konkreten Betrieben Mängel vorliegen. Der Deutsche Hotel und Gaststättenverband kritisierte das Projekt mehrfach („populistische Hygienepranger-Kampagne“) und kündigte an, rechtliche Schritte einzuleiten. Außerdem empfahl er seinen Mitgliedern, von der Möglichkeit gebrauch zu machen, die Offenlegung von Name und Anschrift des Antragstellers zu fordern. Die Initiatoren von Topf Secret sahen in diesem Schritt eine versuchte Einschüchterung der Anfragenden.

## Rechtliche Auseinandersetzungen
Im Besonderen im Zusammenhang mit dem Projekt FragDenStaat kam es wiederholt zu rechtlichen Kontroversen mit Behörden.
Im Jahr 2014 stellte ein Nutzer von FragDenStaat beim Bundesministerium des Innern, für Bau und Heimat eine Anfrage nach dem Informationsfreiheitsgesetz nach einer Stellungnahme des Ministeriums im Bezug auf die Sperrklausel zur Europawahl. Das Ministerium beantwortete die Anfrage, berief sich aber auf das Urheberrecht und verbat eine Veröffentlichung auf der Website. FragDenStaat veröffentlichte das Dokument trotzdem und wurde so Ziel einer Abmahnung durch das Ministerium. Sowohl das Landgericht Berlin als auch das Kammergericht in zweiter Instanz kamen jedoch zu dem Schluss, dass bei dem vorliegenden Dokument die Schöpfungshöhe nicht erreicht war und daher keine Berufung auf das Urheberrecht möglich war. Zu einer ähnlichen Situation kam es auch im Jahr 2019, als das Bundesinstitut für Risikobewertung per einstweiliger Verfügung die Veröffentlichung eines Gutachtens zum Unkrautvernichtungsmittel Glyphosat durch die Plattform verhinderte.
Im Rahmen einer Anfrage an den Berliner Verfassungsschutz nach Umweltinformationen berief sich dieser auf eine Ausnahme im Verfassungsschutzgesetz, wonach das Berliner Informationsfreiheitsgesetz nicht auf die Behörde anwendbar sei. In einer mündlichen Verhandlung stellte das Verwaltungsgericht Berlin am 25. April 2019 jedoch klar, dass diese Haltung rechtswidrig sei und erklärte, dass die Ausnahme in Teilen nicht europarechtskonform sei. Anfragen nach dem Umweltinformationsgesetz sind damit auch beim Verfassungsschutz möglich.

## Finanzierung
Der Verein finanziert sich hauptsächlich aus projektgebundenen Zuschüssen (2024: 54 % der Gesamteinnahmen, 2 Mio. €) von privaten Stiftungen und staatlichen Stellen sowie aus Spenden (2024: 40 %, 1,5 Mio. €). Insgesamt beträgt der Anteil öffentlicher Zuwendungen an den Einnahmen des Vereins 28 % für das Bilanzjahr 2024.:54 Einige Projekte wie FragDenStaat, Code for Germany oder das Transparenzranking Deutschland werden vor allem durch Spenden bezahlt.

## Auszeichnungen
Die Projekte der Open Knowledge Foundation wurden mit diversen Preisen ausgezeichnet.

### 2018
- BKM-Preis Kulturelle Bildung für das Projekt Jugend hackt[41]
- Theodor Heuss Medaille für das Projekt Jugend hackt[42]

### 2017
- Ausgezeichneter Ort im Land Der Ideen für das Projekt kleineanfragen.de[43]
- European Youth Culture Award für das Projekt Jugend hackt[44]

### 2016
- Deutscher Engagementpreis für das Projekt Jugend hackt[45]
- Otto-Brenner-Preis für das Projekt FragDenBundestag.de in Kooperation mit abgeordnetenwatch.de

### 2015
- Ausgezeichneter Ort im Land Der Ideen für das Projekt Politik bei uns[46]
- Dieter Baacke Preis für das Projekt Jugend hackt[47]

Des Weiteren wurden Projekte der Open Knowledge Foundation zweimal für den Grimme Online Award in der Kategorie SPEZIAL nominiert. 2015 für das Projekt FragDenStaat.de und 2019 für das Projekt OpenSchufa.